# Grasso è bello
Grasso è bello (Hairspray) è una commedia musicale girata negli U.S.A. diretta da John Waters. Nel 2002 il film è stato trasposto in un musical, a sua volta adattato per il grande schermo nel 2007 con il film Hairspray - Grasso è bello, con protagonisti Nikki Blonsky, John Travolta, Michelle Pfeiffer e Christopher Walken.
Nel 2022 è stato selezionato per la conservazione nel National Film Registry degli Stati Uniti dalla Biblioteca del Congresso come "culturalmente, storicamente o esteticamente significativo".

## Trama
Tracy Turnblad e la sua migliore amica, Penny Pingleton, hanno intenzione di recarsi all'audizione per partecipare al The Corny Collins Show, uno show televisivo per adolescenti basato sul ballo, registrato a Baltimora (ispirato a un programma a suo tempo realmente esistito, il The Buddy Deane Show). Malgrado sia decisamente sovrappeso, Tracy diventa una partecipante abituale, facendo infuriare per questo la reginetta in carica del programma, Amber Von Tussle, la classica bella bionda figlia di una famiglia benestante, composta da Velma e Franklin Von Tussle, proprietari del Tilted Acres Amusement Park (ispirato al realmente esistente Gwynn Oak Amusement Park di Baltimora) dove si sono verificati episodi di razzismo.
Tracy riesce a soffiare ad Amber il suo ragazzo, Link Larkin, e a competere contro di lei per il titolo di Miss Auto Show 1963, facendosi così ancor più odiare dalla bionda Amber. Acquistando fiducia in sé stessa, Tracy diventa modella per taglie forti presso il grande magazzino Hefty Hideaway di cui è proprietario Mr. Pinky e si fa acconciare e pettinare alla moda degli anni sessanta. Invece, a scuola, Tracy viene mandata in una classe differenziata, dove sono presenti vari studenti di colore.
Essi le fanno conoscere, a lei e a Penny, il negozio di dischi di Motormouth Maybelle ed insegnano alle due ragazze bianche nuovi movimenti di danza, tipici del rhythm and blues. Penny inizia una relazione sentimentale con il figlio di Motormouth Maybelle, Seaweed. Questa relazione interrazziale scandalizza la madre di Penny, Prudence, che praticamente imprigiona la figlia nella sua stanza da letto e tenta di farla curare da un bizzarro psichiatra, ma Tracy userà la fama che ha acquisito per unirsi alla lotta contro i pregiudizi razziali, vincendo persino la gara di ballo.

## Le canzoni
Durante il film, vengono cantati i seguenti brani:
- "Hairspray" di Rachel Sweet e Deborah Harry
- "The Madison Time" di The Ray Bryant Combo
- "I'm Blue (The Gong-Gong Song)" delle The Ikettes
- "Mama Didn't Lie" di Jan Bradley
- "Town Without Pity" di Gene Pitney
- "The Roach" di Gene e Wendell
- "Foot Stompin'" di The Flares
- "Shake a Tail Feather" di The Five Du-Tones
- "The Bug" di Jerry Dallman and the Knightcaps
- "You'll Lose a Good Thing" di Barbara Lynn
- "I Wish I Were a Princess" di Little Peggy March
- "Nothing Takes the Place of You" di Toussaint McCall
- "Limbo Rock" di Chubby Checker
- "Day-O" di Pia Zadora
- "Duke of Earl" di Gene Chandler
- "Train to Nowhere" di The Champs
- "Dancin' Party" di Chubby Checker
- "The Fly" di Chubby Checker
- "The Bird" di The Dutones
- "Pony Time" di Chubby Checker
- "Hide and Go Seek" di Bunker Hill
- "Mashed Potato Time" di Dee Dee Sharp
- "Gravy (For My Mashed Potatoes)" di Dee Dee Sharp
- "Waddle, Waddle" di The Bracelettes
- "Do the New Continental" di The Dovells
- "You Don't Own Me" di Lesley Gore
- "Life's Too Short" di The Lafayettes